# Condições da ação
As condições da ação são, no direito processual, os requisitos necessários, que desde o momento inicial são exigidos que uma Ação possua, para que o judiciário possa proferir uma decisão de mérito (ou seja, decidir sobre aquilo que se pede). São condições presentes tanto no processo civil quanto no penal (embora, neste último, existam ainda as chamadas condições específicas de procedibilidade, como por exemplo a necessidade de representação na ação penal pública condicionada).
São 2 as condições da ação:
1. interesse de agir; e
2. Legitimidade das partes.

A falta de qualquer uma dessas condições importará no final do processo (extinção do feito, no jargão jurídico) em que o juiz emite uma sentença em que não será analisado o mérito(quando o Juiz decide sobre o conflito apresentado), declarando o autor carente de ação. Nestes casos poderá ser ajuizada outra ação sobre o mesmo conflito, corrigindo a falta anteriormente apresentada.

## Natureza jurídica
São condições de existência da própria ação, segundo uma corrente doutrinária, ou apenas as condições para o exercício da ação, para outra.
O pedido dever ser fundamentado juridicamente, deve estar amparado pelo direito material, tem o interesse de agir pelas partes, necessidade de ir a juizo para buscar tutela jurisdicional e legitimidade das partes.
O Código de Processo Civil brasileiro "optou pela teoria do “trinômio”, acolhendo, de forma expressa, em sua sistemática, as três categorias fundamentais do processo moderno, como entes autônomos e distintos, quais sejam, os pressupostos processuais, as condições da ação e o mérito da causa".

## Possibilidade jurídica do pedido
Possibilidade jurídica do pedido é  tornou-se matéria na análise de mérito, de acordo com o Novo CPC/2015,  não mais sendo elemento das condições da ação.
O cerne da questão envolvendo a possibilidade jurídica do pedido não está na efetiva previsão abstrata da lei, mas, sim, na não vedação ao pedido formulado. Se não há proibição legal, há possibilidade jurídica do pedido. Exemplo clássico na doutrina de pedido juridicamente impossível é a cobrança de dívida de jogo, expressamente proibida pelo art. 814, caput, do Código Civil.
Com o advento do novo Código de Processo Civil (2015), grande parte da doutrina passou a defender que a possibilidade jurídica do pedido deixara de ser condição da ação, uma vez que a análise da existência dessa passou a ser analisada já no mérito da ação, evitando-se, assim, decisões de cunho terminativo com base na primazia das decisões de mérito que norteiam o novo codex processual.

## Legitimaçãoad causamou Qualidade para agir
A parte autora da ação deve ser a titular do direito que está a exigir, devendo ter no pólo passivo da ação aquele que é o titular da correspondente obrigação. Art. 3 CPC "Para propor ou contestar a ação é necessário ter interesse e legitimidade.

### Caso brasileiro
No Brasil, o art. 6º do Código de Processo Civil trata da legitimidade ativa: "ninguém poderá pleitear, em nome próprio, direito alheio, salvo quando autorizado por lei", existindo os casos de legitimação extraordinária, ou substituição processual.
A Constituição Federal de 1988 ampliou consideravelmente a abrangência desse art. 6º, especialmente por prever vários casos de proteção a interesses difusos e coletivos.